# 火の国へ
「火の国へ」（ひのくにへ）は、1978年7月1日に発売された石川さゆりのシングルである。

## 解説
- 歌詞中にもある活火山「阿蘇山」を舞台にした熊本県（肥後国）のご当地ソング。なお熊本県（熊本市）は、石川の出身地でもある[2]。
- 当曲で石川は、1978年末の『第29回NHK紅白歌合戦』へ2年連続2回目の出場を果たした。
- この曲のシングル盤レコードは日本コロムビアから発売されたが、石川さゆりがポニーキャニオン、テイチクエンタテインメントへそれぞれレコード会社を移籍したことに併せて、各レコード会社から発売された石川のベスト・アルバムに収録されている。

## 収録曲
- 両楽曲共に、作詞：阿久悠／作曲・編曲：三木たかし

1. 火の国へ（4分12秒）
2. 奇跡があるなら（4分5秒）

## カバー
- 松川未樹（2016年、アルバム『デビュー10周年記念 未樹の歌の旅…』収録）
- 北原ミレイ（2017年、アルバム『北原ミレイ〜阿久悠作品を歌う』収録）